# Гіздіта (Молдова)
Гіздіта (рум. Ghizdita) — залізничне селище у Дрокійському районі Молдови. Входить до складу комуни, адміністративним центром якої є село Финтиніца.

## Населення
За даними перепису населення 2004 року у селі проживали 8 осіб.
Національний склад населення села:
| Національність | Кількість осіб | Відсоток |
| -------------- | -------------- | -------- |
| молдавани      | 6              | 75,0%    |
| українці       | 2              | 25,0%    |
| Всього         | 8              | 100%     |